# Ilku Péter
Ilku Péter (Dorog, 1936. február 22. – Esztergom, 2005. szeptember 22.) labdarúgó, Ifjúsági-, Utánpótlás- és B-válogatott, a Dorogi FC Örökös Tagja. A magyar ifjúsági válogatott csapatkapitánya. Dorogon Ilku II. néven szerepelt.

## Pályafutása
Esztergályosnak tanult, a dorogi gépgyárban dolgozott 1952-től 1956-ig, majd Spanyolországban raktárosként egy papírgyárban. 1946 és 1956 között a Dorogi Bányász labdarúgócsapat tagja volt. 1954 és 1956 között 16-szoros ifjúsági válogatott, csapatkapitány, majd négyszeres utánpotlás válogatott. 1956 és 1993 között Spanyolországban élt. Játszott az Atlético Madrid (1957–1960), a CD Condal (1960–1961), az Espanyol (1961–1963), és a Cádiz (1963–1964) színeiben. Aktív labdarúgó pályafutását követően Andorrába hívták edzőnek. A hosszabb távú együttműködés reményében és érdemei elismeréseként felajánlották számára az andorrai állampolgárságot is. Azonban szíve mindig hazahúzta és az 1990-ben bekövetkezett politikai változások hatására 1993-ban hazatelepült. Spanyolországhoz is hű maradt, ahova gyakran tért vissza. Hazaérkezésétől fogva a dorogi csapat szinte minden mérkőzését megtekintette. Kapcsolatait igyekezett a dorogi klub javára fordítani. Nem kis mértékben köszönhető személyének, hogy a világhírű Barcelona és a dorogi klub között jó kapcsolat alakult ki. A dorogiakat több alkalommal is meghívták a "Barca" által szervezett tornákra. A híres spanyol egyesület centenáriumi ünnepségére is meghívást kapott, ahol számos, az erre alkalomra készült labdarúgóereklyékkel ajándékozták meg, amelyeket a Dorogi Sportmúzeumnak adományozott. Szintén közvetítő az argentin River Plate klubbal való kapcsolat kialakításában. 1993-tól az Esztergomban vásárolt házában lakott haláláig.

## Sikerei, díjai
Dorogi Bányász
- Kétszeres Vidék Legjobbja cím
- A dorogi labdarúgásért végzett elévülhetetlen érdemeiért kitüntetés
- A Dorogi FC Örökös Tagja cím

## Család
Hárman voltak testvérek. Bátyja, Ilku István a Dorogi Bányász válogatott legendás kapusa volt. Külföldre való távozását megelőzően csapattársak is voltak a dorogi csapatban. János nevű testvére szintén a Dorog labdarúgója volt. István fivére halála után néhány hónappal később váratlanul hunyt el.